# 造化街道
造化街道，是中华人民共和国辽宁省沈阳市于洪区下辖的一个乡镇级行政单位。

## 行政区划
造化街道下辖以下地区：
九九家园社区、英守社区、后丁香社区、小方士社区、大方士社区、小转弯社区、大转弯社区、造化村、高力村、闸上村、郭大桥村、刘家村、旺牛村、关家村、明星村和白家村。